# 厂原時也
厂原 時也（がんばら ときや、1985年1月31日 -）は、日本のミュージカル俳優。北海道函館市生まれで北海道奥尻郡奥尻町出身。劇団四季所属。

## 略歴
小学2年の時に函館から奥尻島へ引っ越し、小学生時代に北海道南西沖地震で被災する。奥尻町立奥尻中学校でサッカー部で活動し、北海道奥尻高等学校ではサッカー部でキャプテンを務めた。もともと保育士と調理師志望であったが、高校2年生の時に修学旅行で『ライオンキング』を観て感激し、劇団四季を目指すようになる。高校3年生の時に1度劇団四季のオーディションを受験したが、書類審査で落選した。高校卒業後は単身大阪へ移住し、大阪芸術大学芸術学部舞台芸術学科ミュージカルコースに入学。同級生に竹内一樹がいる。大学3年生の時に劇団四季のオーディションを受け、合格。大学を中退して2006年に研究所に入所。2007年、『ユタと不思議な仲間たち』の新太役で初舞台を踏み、後に一郎、ユタを演じた。入団してからは3度、膝の手術をしている。
高いダンス力を活かし、『ウェストサイド物語』のベイビー・ジョーンを演じ、『クレイジー・フォー・ユー』ではビリー役でアクロバットも披露している。そのほか、『春のめざめ』のモリッツ役の日本初演キャストの一人に選ばれ、東京初演と京都公演に出演した。『劇団四季 ソング&ダンス55ステップス』にもダンサーパートで出演。『劇団四季FESTIVAL!扉の向こうへ』では、ダンサーパートでの出演に加え、スキンブルシャンクス役やフランダー役も演じた。2011年、『夢から醒めた夢』では、メソを演じている。
2011年の北海道四季劇場での『ライオンキング』 上演に際し、主演のシンバ役およびバンザイ役にキャスティングされたものの出演していなかったが、2016年2月23日、東京公演においてシンバ役デビューを果たす。
2012年6月の『ユタと不思議な仲間たち』京都公演に一郎役で出演して以来長期間舞台に出演していなかったが、2013年10月、『劇団四季 ソング&ダンス60 感謝の花束』全国公演で復帰。
2014年、『壁抜け男』新聞売り役にキャスティングされ、同年3月6日にデビューした。
2015年、『アラジン』の公開オーディションを経て、主役のアラジン役のキャスト候補に選ばれ、同年6月9日にデビューした。
2017年、3月24日に2016年度の奥尻町町政功労賞を受賞した。『ライオンキング』の主役、シンバ役として北海道四季劇場にて、同年3月5日から公開された札幌公演の舞台に立った。同年6月30日には奥尻町から青苗小学校、奥尻小学校の6年生がライオンキングを観て、その後、両校6年生から感謝メッセージをいただいた。

## 出演作品（未登板を含む）
- ユタと不思議な仲間たち（大作、新太、一郎、ユタ）
- ウェストサイド物語（ベイビー・ジョーン）
- 劇団四季 ソング&ダンス55ステップス（ダンサーパート）
- 春のめざめ（モリッツ）
- クレイジー・フォー・ユー（アンサンブル（ビリー））
- コーラスライン
- 夢から醒めた夢（メソ、エンジェル）
- ウィキッド（ボック）
- 劇団四季 ソング&ダンス60 感謝の花束（ダンサーパート）
- 壁抜け男（新聞売り）
- 劇団四季 FESTIVAL! 扉の向こうへ（ダンサーパート）
- アラジン（アラジン）
- ライオンキング（シンバ、バンザイ)
- 劇団四季 ソング&ダンス65
- カモメに飛ぶことを教えた猫（ゾルバ）
- 桃次郎の冒険（桃次郎）